# Luise Ermisch

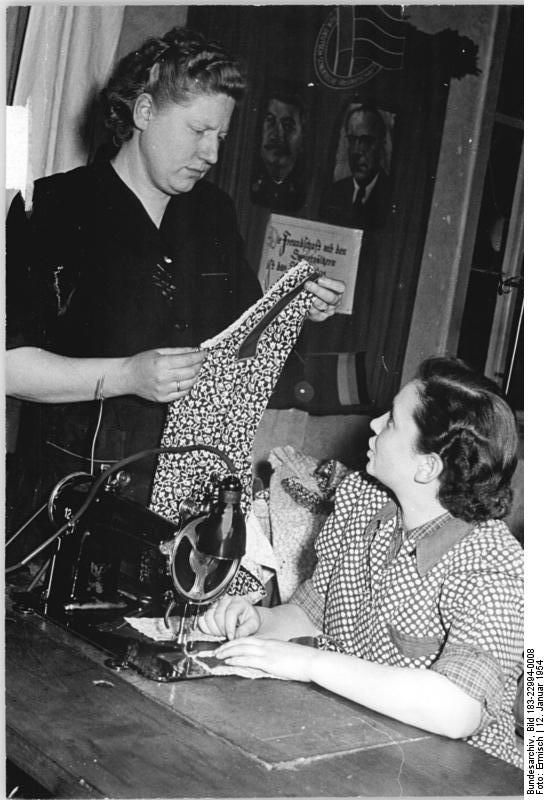
Louise-Ermisch-Methode im VEB Kleiderwerk, Mühlhausen 1954

Luise Ermisch (geborene Thürmer; * 20. Mai 1916 in Halle/Saale; † 17. Januar 2001 in Mühlhausen) war eine deutsche Aktivistin und Politikerin (SED). Sie war Kandidatin des Politbüros und Mitglied des Zentralkomitees der SED und gehörte dem Staatsrat der DDR an.

## Leben
Ermisch, Tochter eines Fleischermeisters, wurde von 1930 bis 1933 zur Damenschneiderin ausgebildet. Anschließend war sie zunächst arbeitslos und arbeitete dann von 1937 bis 1939 als Näherin. Während des Krieges war sie bis 1945 als Schweißerin dienstverpflichtet.
Nach dem Krieg arbeitete sie als Näherin im VEB Hallesche Kleiderwerke. 1947 wurde sie Mitglied des Freien Deutschen Gewerkschaftsbundes (FDGB). 1949 besuchte Ermisch die Kreisschule des FDGB in Halle sowie die Betriebsfachschule in Neugersdorf. Sie wurde Mitglied der Betriebsgewerkschaftleitung und Mitbegründerin der ersten Brigade der ausgezeichneten Qualität und als Aktivistin ausgezeichnet. 1950 trat sie der Sozialistischen Einheitspartei Deutschlands (SED) bei.
Ab 1954 wurde die von ihr entwickelte Luise-Ermisch-Methode zur Planaufschlüsselung im Rahmen des sozialistischen Wettbewerbs propagiert. Dabei wurde der Betriebsplan auf jede einzelne Brigade und Arbeiterin aufgeschlüsselt und Produktkennziffern für Qualität festgelegt. Bei der Abrechnung im Wettbewerb wurden dann Menge und Qualität bewertet und das Ergebnis für Prämierungen zugrunde gelegt.
Von 1951 bis 1971 war Ermisch Betriebsleiterin der Halleschen Kleiderwerke, danach bis zu ihrem Ruhestand 1976 des VEB Bekleidungswerke Mühlhausen. 1966 erwarb sie durch ein Fernstudium den Abschluss als Ingenieurin der Bekleidungsindustrie. Von 1966 bis 1970 fungierte sie als Vorsitzende des Gesellschaftlichen Rates der VVB Konfektion.
Von 1950 bis 1981 war sie Abgeordnete der Volkskammer, von 1954 bis 1981 Mitglied des Zentralkomitees (ZK), von 1958 bis 1963 Kandidatin des Politbüros des ZK der SED und von 1960 bis 1963 Mitglied des Staatsrates der DDR. 1960 besuchte sie die Parteihochschule der KPdSU in Moskau.

## Auszeichnungen
Ermisch wurde 1950 mit dem Titel Held der Arbeit, 1955 mit dem Banner der Arbeit, 1966 mit dem Vaterländischen Verdienstorden in Bronze und 1976 mit dem Karl-Marx-Orden ausgezeichnet.